# Абдулжалилов, Шамиль Магомедович
Шамиль Магомедович Абдулжалилов (28 октября 1986) — российский кикбоксёр, двукратный чемпион мира и России. Мастер спорта России международного класса.

## Спортивная карьера
Кикбоксингом занимался с 2000 года. Является воспитанником махачкалинской МДЮСШБИ и спортивной школы «Скорпион», занимался под руководством Касума Гаджиева. В конце сентября 2005 года в Марокко стал серебряным призёром чемпионата мира. В мае 2007 года в городе Петушки Владимирской области стал серебряным призёром чемпионата России.

## Достижения
- Чемпионат мира по кикбоксингу К-1 2005 — ;
- Чемпионат России по кикбоксингу К-1 2007 — ;

## Личная жизнь
В 2004 году окончил среднюю школу № 31 в Махачкале. Окончил факультет право Дагестанского государственного педагогического университета. В 2016 году окончил Российский государственный социальный университет. юридический факультет